# 蘇炳添
蘇 炳添（そ へいてん、スー・ビンティエン、Sū Bǐngtiān、1989年8月29日 - ）は、中国の男子陸上競技選手。専門は短距離走。100mのアジア記録保持者、60mの室内アジア記録保持者。アジア出身選手として初めて10秒の壁を突破した選手である。

## 経歴

### 2009年
2009年にハノイで開催されたアジア室内競技大会に出場し、60mで優勝し金メダルを獲得している。同年に広州市で開催されたアジア陸上競技選手権大会ではリレーメンバーに選ばれ4×100mリレーで銀メダルを獲得した。

### 2010年
2010年に広州で開催されたアジア競技大会の4×100mリレーで38秒78の中国記録（当時）を樹立して金メダルを獲得した。

### 2011年
2011年7月に神戸市で開催された2011年アジア陸上競技選手権大会の男子100mでは10秒21を記録し、江里口匡史らを抑えて優勝を飾った。
同年8月に深圳市で開催されたユニバーシアードの男子100mでは10秒27で3位になった。
同年9月8日、合肥で行われた大会で、周偉が記録した10秒17を13年ぶりに上回る、10秒16の中国記録を樹立した。この記録は2013年4月に張培萌の10秒04によって更新された。

### 2012年
2012年5月、追い風参考記録ながら、川崎GGPで10秒04を記録。
同年8月にロンドンで開催されたオリンピックでは100mで準決勝敗退、4×100mリレーでは38秒38の中国記録を樹立したが予選敗退に終わった。

### 2013年
2013年5月21日にはワールドチャレンジ北京で、当時の中国記録に0秒02まで迫る10秒06の自己新記録を出した。
同年7月にプネーで開催された2013年アジア陸上競技選手権大会の100m決勝で10秒17を記録し、前大会に続き連覇を達成した。
同年8月にモスクワで開催された2013年世界陸上競技選手権大会では100m準決勝でフライングの失格。4×100mリレーでは38秒95の中国代表シーズンベスト（当時）を記録したが予選敗退に終わった。
同年10月に天津で開催された2013年東アジア競技大会の100m決勝では10秒31を記録し、同タイムを記録した日本の山縣亮太に競り勝ち連覇を達成した。

### 2014年
2014年3月にソポトで開催された2014年世界室内陸上競技選手権大会の男子60mでは中国人初の決勝に進出した。決勝では6秒52の中国記録を樹立したが、3位のフェミ・オグノデとわずか0秒003差の4位でメダルを逃した。
同年9月に仁川で開催されたアジア競技大会では、100m決勝で10秒10（+0.4）を記録し、9秒93のアジア記録を樹立したフェミ・オグノデに次いで銀メダルを獲得した。4×100mリレー決勝では3走を務め、アジア初の37秒台となる37秒99で優勝した。

### 2015年
2015年5月30日にユージーンで行われたダイヤモンドリーグ・プレフォンテーン・クラシックの100mで9秒99（+1.5）の中国記録を樹立し、10秒の壁を突破した史上3人目のアジア人となった。なお、アジア人初の9秒台を記録したサミュエル・フランシス及び、2人目のフェミ・オグノデは共にナイジェリアから国籍を変更したカタール人のため、蘇炳添は10秒の壁を突破した初のアジア出身選手および黄色人種選手である。
2015年8月に北京で開催された2015年世界陸上競技選手権大会では100m準決勝で自身2度目の9秒台となる9秒99（-0.4）を記録し、世界選手権の100mにおいてアジア勢初のファイナリストとなった（決勝は10秒06で9位）。4×100mリレーでは3走を務め、準決勝を37秒92のアジア新記録で突破すると、決勝は38秒01の2位で銀メダルを獲得した。

### 2016年
2016年3月18日にポートランドで開催された世界室内選手権の60m準決勝で6秒50のアジア記録を樹立。カタールのタラル・マンスールとフェミ・オグノデが保持していた6秒51を塗り替え、2大会連続でファイナリストになったが、決勝は6秒54で5位に終わった。

### 2017年
2017年8月にロンドンで開催された2017年世界陸上競技選手権大会の100mで2大会連続のファイナリストとなった。決勝ではスタートで出遅れたこともあり、10秒27（-0.8）と3ラウンドの中で一番悪いタイムをマークして8位に終わったが（予選10秒03/-0.2、準決勝10秒10/-0.2）、前回大会では成し遂げられなかったアジア勢初の入賞を果たした。

### 2018年
2018年2月3日にカールスルーエで開催されたIAAFワールドインドアツアーカールスルーエ大会の60m決勝で6秒47のアジア記録を記録、優勝した。3日後の2月6日にデュッセルドルフで開催されたIAAFインドアツアーデュッセルドルフ大会の60m決勝では、再びアジア記録を更新する6秒43を記録、優勝した。
2018年3月3日にバーミンガムで開催された世界室内選手権の男子60m決勝で同年2月に樹立したアジア記録を更新する6秒42を記録しクリスチャン・コールマンに次ぐ2位に入った。
2018年6月22日にマドリードで行われたIAAFワールドチャレンジミーティングスの男子100m決勝でアジアタイ記録となる9秒91（+0.2）を記録し勝利した。同月30日に行われたIAAFダイヤモンドリーグのパリ大会で再び9秒91（+0.8）を記録し3位に入った。
2018年8月26日に行われた2018年アジア競技大会の男子100m決勝で前回大会でフェミ・オグノデが記録した9秒93を更新する9秒92（+0.8）の大会記録で金メダルを獲得した。
9月9日にオストラヴァで行われたIAAFコンチネンタルカップの男子100mにアジア/太平洋代表として出場、アメリカ代表のノア・ライルズの10秒01（0.0）に次ぐ10秒03で2位に入った。

### 2021年
2021年8月1日、東京オリンピック男子100mに出場。アジア新記録となる9秒83（+0.9）で、アジア人としては1932年ロサンゼルスオリンピックの吉岡隆徳以来89年ぶりに準決勝を突破した。決勝では9秒98（+0.1）で6位の成績であった。4×100mリレーでは3走として走り、当初は4位でメダルには届かなかったものの、2位のイギリスがドーピング違反により失格、銀メダルが剥奪されたことを受けて繰り上がったことにより、自身では初となる銅メダルを獲得した。
準決勝のレース（9秒83/+0.9）では、30ｍ通過タイム3秒73、50ｍ通過タイム5秒45、60m通過タイム6秒29をマーク、ウサイン・ボルトの世界記録のレース（9秒58/+0.9）における10mラップタイムを60m地点まで上回った。

## 自己ベスト
記録欄の（　）内の数字は風速（m/s）で、+は追い風、-は向かい風を意味する。
| 種目 | 記録          | 年月日        | 場所                   | 備考                       |
| 屋外 | 屋外          | 屋外          | 屋外                   | 屋外                       |
| ---- | ------------- | ------------- | ---------------------- | -------------------------- |
| 100m | 9秒83（+0.9） | 2021年8月1日  | 東京                   | アジア記録                 |
| 200m | 21秒15 (-1.0) | 2019年8月21日 | ラ・ショー・ド・フォン |                            |
| 室内 |               |               |                        |                            |
| 60m  | 6秒42         | 2018年3月3日  | バーミンガム           | 室内アジア記録 世界歴代5位 |

### 100m9秒台のパフォーマンス一覧
| 年   | 大会                              | 場所       | 記録           | 備考                 |
| ---- | --------------------------------- | ---------- | -------------- | -------------------- |
| 2015 | プレフォンテーン・クラシック (en) | ユージーン | 9秒99（+1.5）  | 元中国記録           |
| 2015 | 世界選手権                        | 北京       | 9秒99（-0.4）  |                      |
| 2018 | ミーティング・マドリード (en)     | マドリード | 9秒91（+0.2）  | 前アジアタイ記録     |
| 2018 | ミーティングアレヴァ              | パリ       | 9秒91（+0.8）  | 前アジアタイ記録     |
| 2018 | アジア大会 (en)                   | ジャカルタ | 9秒92 （+0.8） |                      |
| 2021 | 肇慶市招待                        | 肇慶       | 9秒98（-0.9）  |                      |
| 2021 | 中国全国選手権                    | 紹興       | 9秒98（+0.8）  |                      |
| 2021 | オリンピック                      | 東京       | 9秒83（+0.9）  | アジア記録、中国記録 |
| 2021 | オリンピック                      | 東京       | 9秒98（+0.1）  |                      |
| 2021 | 中国全国運動会                    | 西安       | 9秒95（+0.1）  |                      |

## 主要大会成績
備考欄の記録は当時のもの
| 年   | 大会                     | 場所             | 種目    | 結果   | 記録          | 備考                                   |
| ---- | ------------------------ | ---------------- | ------- | ------ | ------------- | -------------------------------------- |
| 2009 | アジア室内大会 (en)      | ハノイ           | 60m     | 優勝   | 6秒65         |                                        |
| 2009 | アジア選手権 (en)        | 広州             | 4x100mR | 2位    | 39秒07 (3走)  |                                        |
| 2009 | 東アジア大会 (en)        | 香港             | 100m    | 優勝   | 10秒33        |                                        |
| 2009 | 東アジア大会 (en)        | 香港             | 4x100mR | 3位    | 39秒86 (3走)  |                                        |
| 2010 | アジア大会               | 広州             | 4x100mR | 優勝   | 38秒78 (3走)  | 大会記録                               |
| 2011 | アジア選手権             | 神戸             | 100m    | 優勝   | 10秒21 (+1.8) |                                        |
| 2011 | アジア選手権             | 神戸             | 4x100mR | 4位    | 39秒33 (3走)  |                                        |
| 2011 | ユニバーシアード (en)    | 深圳             | 100m    | 3位    | 10秒27 (0.0)  |                                        |
| 2011 | 世界選手権               | 大邱             | 4x100mR | 予選   | 38秒87 (3走)  |                                        |
| 2012 | 世界室内選手権           | イスタンブール   | 60m     | 準決勝 | 6秒74         |                                        |
| 2012 | オリンピック             | ロンドン         | 100m    | 準決勝 | 10秒28 (+1.0) |                                        |
| 2012 | オリンピック             | ロンドン         | 4x100mR | 予選   | 38秒38 (3走)  | 中国記録                               |
| 2013 | アジア選手権             | プネー           | 100m    | 優勝   | 10秒17 (-0.3) |                                        |
| 2013 | アジア選手権             | プネー           | 4x100mR | 3位    | 39秒17 (2走)  |                                        |
| 2013 | 世界選手権               | モスクワ         | 100m    | 準決勝 | DQ            | 予選10秒16 (-0.1)                      |
| 2013 | 世界選手権               | モスクワ         | 4x100mR | 予選   | 38秒95 (3走)  |                                        |
| 2013 | 東アジア大会 (en)        | 天津             | 100m    | 優勝   | 10秒31 (-0.1) | 2位と同タイム                          |
| 2013 | 東アジア大会 (en)        | 天津             | 4x100mR | 3位    | 39秒19 (3走)  |                                        |
| 2014 | 世界室内選手権           | ソポト           | 60m     | 4位    | 6秒52         | 中国記録 3位と同タイム                 |
| 2014 | アジア大会               | 仁川             | 100m    | 2位    | 10秒10 (+0.4) |                                        |
| 2014 | アジア大会               | 仁川             | 4x100mR | 優勝   | 37秒99 (3走)  | アジア記録 大会記録                    |
| 2015 | アジア選手権             | 武漢             | 4x100mR | 優勝   | 39秒04 (3走)  |                                        |
| 2015 | 世界選手権               | 北京             | 100m    | 9位    | 10秒06 (-0.5) | 準決勝9秒99：中国タイ記録              |
| 2015 | 世界選手権               | 北京             | 4x100mR | 2位    | 38秒01 (3走)  | 予選37秒92：アジア記録                 |
| 2016 | 世界室内選手権           | ポートランド     | 60m     | 5位    | 6秒54         | 準決勝6秒50：アジア記録                |
| 2016 | オリンピック             | リオデジャネイロ | 100m    | 準決勝 | 10秒08 (0.0)  |                                        |
| 2016 | オリンピック             | リオデジャネイロ | 4x100mR | 4位    | 37秒90 (3走)  | 予選37秒82：アジア記録                 |
| 2017 | 世界リレー (en)          | ナッソー         | 4x100mR | 3位    | 39秒22 (3走)  |                                        |
| 2017 | 世界選手権               | ロンドン         | 100m    | 8位    | 10秒27 (-0.8) |                                        |
| 2017 | 世界選手権               | ロンドン         | 4x100mR | 4位    | 38秒34 (3走)  |                                        |
| 2018 | 世界室内選手権           | バーミンガム     | 60m     | 2位    | 6秒42         | 室内アジア記録                         |
| 2018 | アジア大会               | ジャカルタ       | 100m    | 優勝   | 9秒92 (+0.8)  | 大会記録                               |
| 2018 | アジア大会               | ジャカルタ       | 4x100mR | 3位    | 38秒89 (3走)  |                                        |
| 2018 | IAAFコンチネンタルカップ | オストラヴァ     | 100m    | 2位    | 10秒03 (0.0)  |                                        |
| 2019 | 世界リレー               | 横浜             | 4x100mR | 4位    | 38秒16 (3走)  |                                        |
| 2019 | 世界選手権               | ドーハ           | 100m    | 準決勝 | 10秒23 (-0.3) |                                        |
| 2019 | 世界選手権               | ドーハ           | 4x100mR | 6位    | 38秒07 (1走)  | 予選37秒79：中国記録                   |
| 2021 | オリンピック             | 東京             | 100m    | 6位    | 9秒98（+0.1） | 準決勝9秒83（+0.9)：アジア記録         |
| 2021 | オリンピック             | 東京             | 4x100mR | 3位    | (3走)         | イギリスのドーピング違反により繰り上げ |